# Stephen Warfield Gambrill

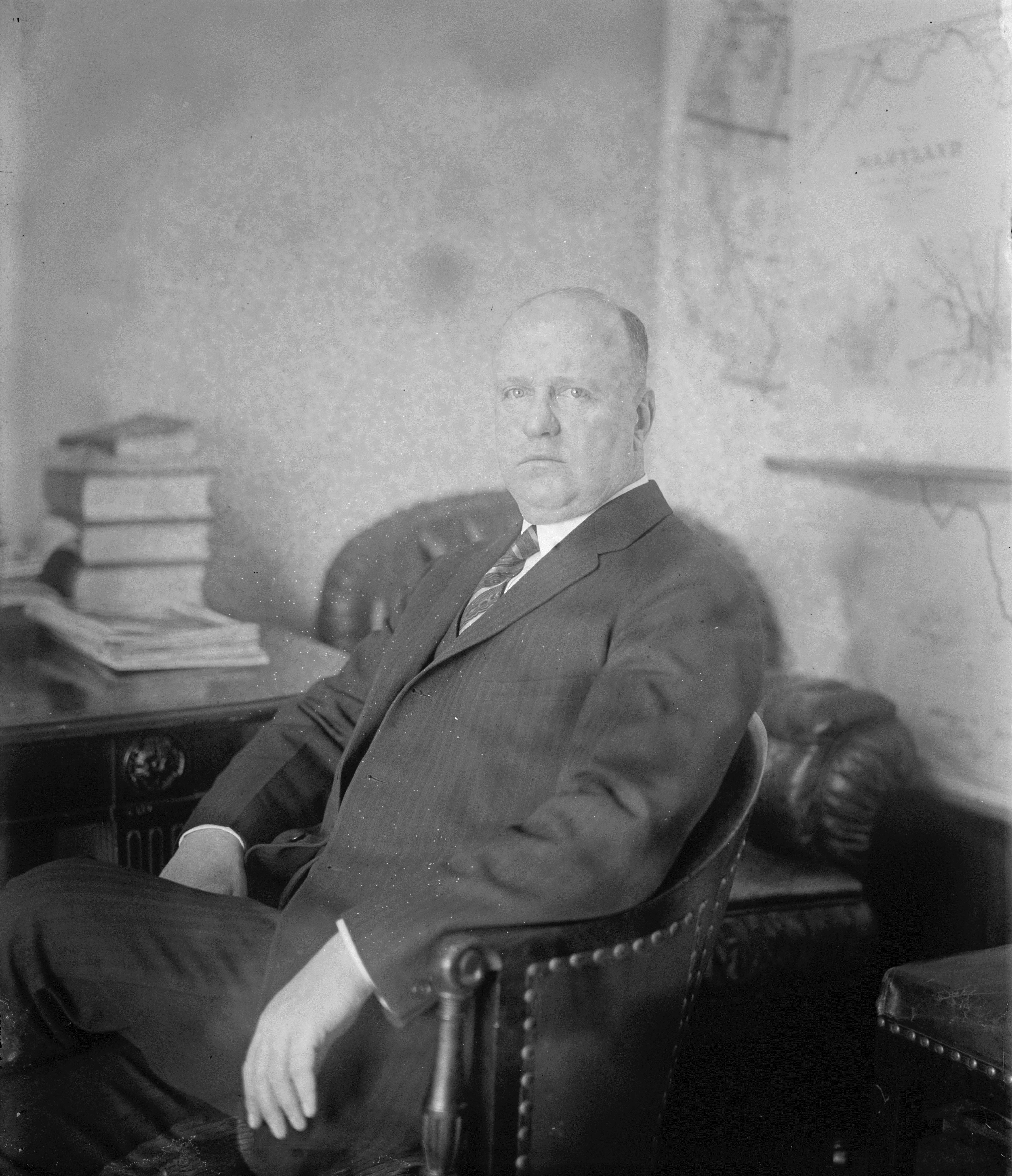
Stephen Warfield Gambrill (1826)

Stephen Warfield Gambrill (* 2. Oktober 1873 bei Savage, Howard County, Maryland; † 19. Dezember 1938 in Washington, D.C.) war ein US-amerikanischer Politiker. Zwischen 1924 und 1938 vertrat er den Bundesstaat Maryland im US-Repräsentantenhaus.

## Werdegang
Stephen Gambrill besuchte die öffentlichen Schulen seiner Heimat und studierte danach am Maryland Agricultural College, der späteren University of Maryland in College Park. Nach einem anschließenden Jurastudium am Columbian College, der heutigen George Washington University, und seiner 1897 erfolgten Zulassung als Rechtsanwalt begann er in Baltimore in diesem Beruf zu arbeiten. Gleichzeitig schlug er als Mitglied der Demokratischen Partei eine politische Laufbahn ein. Von 1920 bis 1922 saß er im Abgeordnetenhaus von Maryland; im Jahr 1924 gehörte er dem Staatssenat an.
Nach dem Tod des Abgeordneten Sydney Emanuel Mudd wurde Gambrill bei der fälligen Nachwahl für den fünften Sitz von Maryland als dessen Nachfolger in das US-Repräsentantenhaus in Washington gewählt, wo er am 4. November 1924 sein neues Mandat antrat. Nach sieben Wiederwahlen konnte er bis zu seinem Tod am 19. Dezember 1938 im Kongress verbleiben. Zum Zeitpunkt seines Todes war er bereits für die nächste Legislaturperiode gewählt. Seit 1933 wurden im Kongress die meisten der New-Deal-Gesetze der Bundesregierung unter Präsident Franklin D. Roosevelt verabschiedet.